# تپه صداوسیما
تپه صداوسیما مربوط به عصر آهن است و در شهرستان کرمانشاه، بخش ماهیدشت، دهستان ماهیدشت، روستای رباط، شمال شرق ساختمان صدا و سیمای ماهیدشت واقع شده و این اثر در تاریخ ۷ اسفند ۱۳۸۶ با شمارهٔ ثبت ۲۱۷۴۸ به‌عنوان یکی از آثار ملی ایران به ثبت رسیده است.